# Guram Kostava
Guram Georgevič Kostava (in russo Гурам Георгиевич Костава?, in georgiano გურამ კოსტავა?, Guram K'ost'ava; Tbilisi, 18 giugno 1937 – Tbilisi, 20 giugno 2024) è stato uno schermidore sovietico, specializzato nella spada, vincitore di due medaglie di bronzo nella scherma ai Giochi olimpici.

## Biografia
Guram Kostava prese parte a due edizioni dei Giochi Olimpici, ottenendo in entrambi gli eventi una medaglia di bronzo.
La prima medaglia la vinse alle Olimpiadi estive del 1960 a Roma, nella gara a squadre, dopo le vittorie contro Libano, Svizzera, Giappone e la squadra tedesca unificata (solo il paese ospitante, l'Italia, riuscì a fermare l'avanzata dei sovietici in semifinale, con 6 vittorie su 9); l'Unione Sovietica vinse il bronzo battendo l'Ungheria (9-5). A livello individuale Kostava fu eliminato al quarto e penultimo turno dei gironi. Si classificò al 10º posto.
Nel 1964, alle Olimpiadi di Tokyo, Kostava fu sconfitto sia da Bill Hoskyns sia da Gianluigi Saccaro, che lo privarono dello spareggio per la medaglia d'oro. Opposto ancora a Saccaro per il bronzo, prevalse sull'avversario (5-0). Nella prova a squadre la nazionale sovietica dovette accontentarsi del settimo posto.
Al di fuori dei Giochi, vinse due titoli mondiali a squadre nel 1961 e nel 1967; inoltre a livello individuale ottenne medaglie di bronzo nel 1963 e nel 1965.